# Askøy
Gmina Askøy (norw. Askøy kommune) – norweska gmina leżąca w regionie Hordaland. Jej siedzibą jest miasto Kleppestø.
Askøy jest 387. norweską gminą pod względem powierzchni.

## Demografia
Według danych z roku 2005 gminę zamieszkuje 22 020 osób. Gęstość zaludnienia wynosi 221,31 os./km². Pod względem zaludnienia Askøy zajmuje 40. miejsce wśród norweskich gmin.
| ludność stan na 1 stycznia 2005 |         |           |        |
|                                 | kobiety | mężczyźni | razem  |
| osób                            | 11 071  | 10 949    | 22 020 |
| %                               | 50,28%  | 49,72%    | 100%   |

| wykształcenie stan na 1 października 2004 |        |         |        |        |
|                                           | podst. | średnie | wyższe | niezn. |
| osób                                      | 3329   | 9936    | 2995   | 282    |
| %                                         | 20,12% | 60,07%  | 18,11% | 1,7%   |

## Edukacja
Według danych z 1 października 2004:
- liczba szkół podstawowych (norw. grunnskolar): 18
- liczba uczniów szkół podst.: 3270

## Władze gminy
Według danych na rok 2011 administratorem gminy (norw. rådmann) jest Odd Magne Utkilen, natomiast burmistrzem (norw. ordfører, d. borgermester) jest Knut Hanselmann.